# Bassin Vital
Le bassin Vital est un petit plan d'eau de la commune de Saint-Paul, à La Réunion, une île française de l'océan Indien. Formé par la ravine Bassin, il se trouve à environ 140 mètres d'altitude. Il a donné son nom à la boucle du Bassin Vital.